# 伏尾台
伏尾台（ふしおだい）は、大阪府池田市にある地名である。一丁目から五丁目まである。郵便番号は 563-0017 である。当地域の人口は、2017年12月末時点で 5,295 人である（池田市市民生活部総合窓口課の資料による）。面積は、2018年3月末時点で 0.934 平方キロメートルである（池田市市長公室広聴文書課の資料による）。

## 地理
池田市の北部に位置する。西部に一丁目があり、北東部に二丁目がある。中部に三丁目、四丁目があり、南東部に五丁目がある。北および東は、伏尾町と接しており、南は、吉田町、中川原町と接しており、西は、兵庫県川西市と接している。阪急不動産（現在の阪急阪神不動産）によって開発・造成された、標高およそ 130 - 150 メートルにある住宅地域である。当地域は、池田市立ほそごう学園の校区に含まれる。

## 歴史
- 1970年（昭和45年） - 開発工事が開始される[6][8][9]。
- 1972年（昭和47年）2月1日 - 吉田町の一部、木部町、古江町の飛び地の一部が伏尾台一丁目に変更される[10][1]。
- 1979年（昭和54年）5月1日 - 伏尾町、吉田町の一部、古江町、東山町の飛び地の一部が伏尾台二丁目から五丁目に変更される[10][1]。
- 1980年（昭和55年） - 池田市立伏尾台小学校および伏尾台幼稚園が二丁目に開校・開園される[11]。同年、阪急バス伏尾台営業所が開設される[12]。
- 1981年（昭和56年） - 伏尾台コミュニティセンター第1会館が三丁目に開設される[13][14][15]。
- 1982年（昭和57年） - 池田市立細河中学校が三丁目に開校される[11]。
- 1983年（昭和58年）4月 - ふしお台保育所が一丁目に開所される[16]。
- 1984年（昭和59年） - 大阪府立池田北高等学校が開校される[8]。
- 1991年（平成3年）4月3日 - 伏尾台コミュニティセンター第2会館が一丁目に開設される[14][15]。1994年（平成6年）4月 - コミュニティ広場が五丁目に開設される[17]。
- 1995年（平成7年）5月 - 三丁目の伏尾台コミュニティセンター第1会館前に、まち角の図書館の8号館が設置される[18]。
- 2015年（平成27年）4月1日 - 池田市立細河中学校、池田市立細河小学校および池田市立伏尾台小学校を統合する形で、池田市立細郷中学校、細郷小学校を擁する小中一貫校「池田市立ほそごう学園」が開校される[19][20]。
- 2018年（平成30年） - 大阪府立池田北高等学校が閉校される[21]。
- 2022年（令和4年） - 1980年に開設された阪急バス伏尾台営業所が閉鎖される。

## 施設
- 伏尾台コミュニティセンター 第1会館[2]
- 伏尾台コミュニティセンター 第2会館[2]
- 伏尾台北中央公園[22]
- 伏尾台北公園[22]
- 伏尾台センタープラザ[22]
- 伏尾台中央公園[22]
- 伏尾台西公園[22]
- 伏尾台東公園[22]
- 伏尾台南公園[22]
- 伏尾台第1公園[22]
- 伏尾台第2公園[22]
- 伏尾台1丁目第1公園[22]
- 伏尾台1丁目第2公園[22]
- 伏尾台3丁目公園[22]
- 伏尾台4丁目公園[22]
- 伏尾台5丁目公園[22]
- コープミニ伏尾台[23]
- 伏尾台郵便局